# Marshiella plumicornis
Marshiella plumicornis är en stekelart som först beskrevs av Johannes Friedrich Ruthe 1856.  Marshiella plumicornis ingår i släktet Marshiella och familjen bracksteklar. Inga underarter finns listade i Catalogue of Life.